# Ellijay
Ellijay é uma cidade localizada no estado americano de Geórgia, no Condado de Gilmer.

## Demografia
Segundo o censo americano de 2000, a sua população era de 1584 habitantes.
Em 2006, foi estimada uma população de 1569, um decréscimo de 15 (-0.9%).

## Geografia
De acordo com o United States Census Bureau tem uma área de
6,9 km², dos quais 6,9 km² cobertos por terra e 0,0 km² cobertos por água. Ellijay localiza-se a aproximadamente 483 m acima do nível do mar.

## Localidades na vizinhança
O diagrama seguinte representa as localidades num raio de 32 km ao redor de Ellijay.